# Daisuke Jigen
Daisuke Jigen (次元 大介?, Jigen Daisuke), di solito chiamato semplicemente Jigen, è un personaggio immaginario del manga e anime Lupin III creato da Monkey Punch.

## Personaggio
Jigen è il tiratore scelto, aiutante di campo e migliore amico di Arsenio Lupin III. Insieme al collega Goemon Ishikawa XIII, si unisce a Lupin alla ricerca di ricchezze acquisite tipicamente con il furto. Viaggiando in tutto il mondo, Jigen si è guadagnato la fama di pistolero con una velocità e una precisione incredibilmente alte.
È un uomo dai folti capelli neri e una barba sotto il mento lunga non più di tre pollici e indisciplinata (spunta dal basso verso l'alto). Il suo guardaroba consiste in un completo scuro, una camicia chiara, una cravatta e una fedora a larga tesa come cappello, costantemente calata sugli occhi e che toglie solo quando è in occasioni formali o in lutto.
Taciturno, accanito fumatore e bevitore, quando non fuma non manca mai di tenere tra le labbra un mozzicone spento di sigaretta Pall Mall superlong filter, dando il via ad un vero e proprio modo di dire: vengono chiamate "sigarette alla Jigen" tutte quelle che escono spiegazzate dal pacchetto. È anche sospettoso nei confronti delle donne, ma non totalmente immune al loro fascino. Jigen non è particolarmente interessato ai soldi o alle ricchezze, ma al puro gusto della sfida. Nel film Lupin III - Il sigillo di sangue, la sirena dell'eternità, Lupin gli chiede perché abbia intrapreso la carriera di ladro e perché preferisca avvertire le forze dell'ordine prima di ogni colpo; Jigen risponde che "così il suo vino avrà un sapore più buono" e che compiere furti comuni non gli darebbe alcuna soddisfazione.
Jigen è un pistolero fenomenale con una mira infallibile e dall'animo gentile (così apostrofato anche nel film crossover Lupin Terzo vs Detective Conan - Il film, da Conan Edogawa stesso), con la sua potente rivoltella Smith & Wesson M19 Combat Magnum a cartucce .357 Magnum spara "prontamente, efficacemente e apparentemente a caso", senza sbagliare mai.
All'inizio del film Un diamante per sempre Jigen afferma che non userebbe una pistola automatica perché gli "piacciono i revolver", mentre nel film La lapide di Jigen Daisuke si rifiuta categoricamente di adottare un altro tipo di arma, anche se il peso della sua Magnum la rende poco maneggevole. Disprezza le armi automatiche: sempre nel film Un diamante per sempre afferma di considerarle barbare e nel film Tutti i tesori del mondo si riferisce alle mitragliatrici del suo avversario dicendo "che schifo di armi".
Estremamente fedele a Lupin, costituisce una sorta di fratello maggiore e partner leale e affidabile per Lupin, accompagnandolo in tutte le sue avventure (eccetto nella serie anime spin-off, dove qui si incontrano per la prima volta nel quinto episodio). Jigen, nonostante la sua facciata seria e irascibile, ha un ironico senso dell'umorismo e si diverte sinceramente a partecipare alle missioni con Lupin e Goemon. Diffida di Fujiko Mine e spesso è la voce della ragione per l'incosciente Lupin, avvertendolo in anticipo di possibili tradimenti da parte della ragazza. Della banda di Lupin, Jigen è quello che meno si preoccupa di uccidere e, sebbene consideri un tabù uccidere donne e bambini, è disposto ad eliminare chiunque sia una grave minaccia per lui o per le persone a cui tiene.
Il suo genere di musica preferito è la musica classica, ma non disdegna il jazz, passione quest'ultima derivatagli dal fatto che, durante la sua carriera di pistolero, ha vissuto per un certo periodo a New Orleans. Monkey Punch per il personaggio di Jigen si è ispirato a James Coburn nel film I magnifici sette. Secondo Lupin, gli hobby di Jigen sono limitati a causa della sua preferenza di restare a casa. Quando esce, di solito frequenta gli allenamenti di tiro al bersaglio, visita un bar preferito, gioca a poker, si gode un incontro di boxe o mangia in un ristorante in stile chop house. Ha anche un debole per gli spaghetti western, il relax e il buon cibo americano.
All'inizio di Viaggio nel pericolo Jigen, rivolgendosi a Lupin, esclama che hanno la stessa età.

## Abilità
Jigen è il braccio destro e il tiratore scelto del ladro Lupin III.
Può estrarre la sua pistola e sparare con velocità e precisione fuori dal comune. Con la pistola può sparare al piattello con facilità, far esplodere un missile prima che colpisca prendendo di mira la testata o deviare un altro proiettile sparandolo in volo. La sua velocità a sparare può competere persino con Goemon; infatti, nel lungometraggio Episodio: 0 i due hanno avuto uno scontro che è terminato con un pareggio, senza arrivare ad uccidersi a vicenda. 
Lo stratagemma preferito di Jigen è il tiro a segno. Far sobbalzare in aria un oggetto di grandi dimensioni e usarlo per colpire un nemico o sparare a decorazioni sporgenti come un lampadario per far cadere e ingombrare un gruppo sono solo due delle sue tante tattiche non letali. Nella seconda serie anime, una storia non canonica implica che usa la tesa del cappello come riferimento per mirare; in realtà può sparare con precisione senza il cappello e lo ha fatto diverse volte. 
Jigen è un maestro di molte armi da fuoco diverse, avendo utilizzato fucili di precisione, lanciagranate e persino un fucile anticarro PTRS. La sua arma preferita rimane un revolver Smith & Wesson 19, solitamente nascosto nella parte posteriore dei pantaloni o alloggiato in una fondina da cintura.
È un duro avversario nel combattimento corpo a corpo, in grado di mettere fuori combattimento un attaccante con un solo colpo, e abile anche nell'utilizzo di pugnali e armi bianche di vario genere. 
Jigen, come il resto della banda di Lupin, è abile con i travestimenti e un pilota molto ben addestrato, capace di pilotare praticamente qualunque mezzo di trasporto terrestre, aereo e marittimo. Ha persino controllato uno Space Shuttle della NASA.

## Creazione
Il suo nome deriva dall'amore di Monkey Punch per la parola "dimensione", che si traduce in "jigen" in giapponese. In un'intervista con Mainichi Shimbun, ha affermato che il nome è una corruzione della frase giapponese "jigen daisuki" (次元大好き, "amo le dimensioni")
Secondo Monkey Punch, il personaggio è stato creato come un gangster americano cresciuto a New York basato sull'attore James Coburn, in particolare il suo ruolo in I magnifici sette. Quando la serie è stata adattata in animazione, il ruolo è stato interpretato da Kiyoshi Kobayashi, il doppiatore responsabile del doppiaggio di molti dei ruoli di Coburn in giapponese.

## Doppiaggio
Nella versione originale giapponese, Jigen è stato doppiato da Kiyoshi Kobayashi dal 1969 al 2021 in tutte le apparizioni del personaggio, ad eccezione del film La cospirazione dei Fuma, dove è doppiato da Banjō Ginga. Il 6 settembre 2021 il sito dedicato alla sesta serie di Lupin ha annunciato il ritiro di Kobayashi il quale, dopo aver doppiato l'episodio zero della serie, è stato sostituito da Akio Ōtsuka.
In Italia, Jigen è stato doppiato in tutti i media da Sandro Pellegrini ad eccezione del primo doppiaggio della prima serie (dove era doppiato da Germano Longo), a cui ha rimediato, però, partecipando al secondo doppiaggio. Successivamente alla morte di Pellegrini, Jigen viene doppiato da Alessandro D'Errico. È stato anche doppiato da Raffaele Uzzi nel primo doppiaggio de Il castello di Cagliostro e da Marco Balzarotti nel terzo doppiaggio de La pietra della saggezza e nel secondo doppiaggio de Il castello di Cagliostro.
Sia nel doppiaggio originale che in quello italiano, Jigen è il personaggio di Lupin ad aver mantenuto più a lungo il suo doppiatore originale: Kobayashi che lo ha doppiato dalla sua versione originale del 1969 fino al 2021 (per più di 50 anni) e Pellegrini che lo ha doppiato dal 1979 fino alla morte nel 2013 (più di 30 anni).

## Riferimenti
- Nell'episodio 39 della terza stagione di Samurai Jack appare un personaggio chiamato "il ladro" che è un riferimento a Daisuke Jigen. Entrambi hanno lo stesso aspetto, la stessa barba, stile di indossare il cappello e abbigliamento, le uniche differenze tra i due sono lo schema di colori altamente contrastati e il fatto che la sigaretta caratteristica di Jigen è stata sostituita da uno stuzzicadenti.
- Jigen è stato citato in altri anime e manga come Excel Saga.
- Jigen fa una apparizione cameo assieme a Lupin nel film City Hunter The Movie: Angel Dust.

## Accoglienza
Secondo i voti di 14 000 spettatori, Daisuke Jigen compare al 26º posto nella classifica dei 50 personaggi maschili più amati dai giapponesi, tramite uno speciale trasmesso dall’emittente giapponese Fuji TV.